# Sleeping Beauty (2011)
Sleeping Beauty (bra: Beleza Adormecida; prt: Sleeping Beauty) é um filme australiano de 2011, do gênero drama, escrito e dirigido por Julia Leigh (em sua estreia como diretora), com roteiro inspirado nos romances Memória de Minhas Putas Tristes, de Gabriel García Márquez, e Nemureru Bijo, de Yasunari Kawabata., além do conto "A Bela Adormecida", dos irmãos Grimm, cujo título é uma referência evidente.

## Sinopse
Sem dinheiro, a universitária Lucy procura um trabalho duradouro, até que um anúncio de jornal a leva a uma agência que a contrata para um trabalho chamado "beleza adormecida": prostitutas cujos clientes têm fetiche por mulheres desacordadas.

## Elenco
- Emily Browning .... Lucy
- Rachael Blake .... Clara
- Ewen Leslie .... Birdmann
- Michael Dorman .... Cook
- Mirrah Foulkes .... Sophie
- Henry Nixon .... Mark

## Recepção
No site agregador de críticas Rotten Tomatoes, 48% das 97 resenhas dos críticos são positivas. O consenso do site diz: "A premissa provocativa e o design artístico luminoso de Sleeping Beauty são prejudicados por uma apresentação clínica e remota, proporcionando tédio e choque em igual medida."
O Metacritic, que usa uma média ponderada, atribuiu ao filme uma pontuação de 61 em 100, baseado em 20 críticos, indicando críticas "geralmente favoráveis".
Em uma revisão do festival, Peter Bradshaw do The Guardian chamou o filme de "Tecnicamente elegante, com veemência e controle ... Emily Browning dá um desempenho feroz e poderoso ... Não há força e originalidade na obra de Leigh". David Rooney do The Hollywood Reporter chamou de "obsoleto em todos os sentidos", reservando: "As audiências de Cannes tendem a ser mais tolerantes em seções voltadas para talentos emergentes, como Un Certain Regard ou Directors' Fortnight. Fora do brilho da competição, mesmo este exercício pretensioso pode ter ganhado algum apreço pela sua estética rigorosamente fria". Ian Buckwalter do NPR observou a abordagem "sem sexo e estéril" do filme para seu material erótico, dizendo: "Este Sleeping Beauty não é nenhum conto de fadas, é gritante, desapaixonado e visivelmente curto após os felizes para sempre".[carece de fontes?]
Outros usuários têm sido intrigados: "Grita, aterroriza e assombra em igual medida", disse Sukhdev Sandhu no Reino Unido do The Daily Telegraph. Fionnuala Halligan em Screen International escreveu "Browning ficou a distância para seu diretor e, juntos eles entregaram algo que aqui às vezes chama a sua respiração". Do Salon o revisor Andrew O'Hehir achou "lindo, opaco e preocupante". James Rocchi em Indiewire também era um fã, dizendo: "Este é em muitos aspectos, o tipo de filme que você só consegue em um grande festival, uma flor numa casa quente, bonita e delicada e ainda surpreendentemente resistente e potencialmente tóxica". Em seu lançamento nos Estados Unidos, AO Scott do The New York Times descobriu o filme "sedutor e enervante em igual medida" ao mesmo tempo, observando que "o tom é calmo e serenamente tem ritmo sem pressa" e que "Sleeping Beauty é às vezes quase gritantemente engraçado, uma aguçada, inexpressiva farsa de sexo surrealista de Luis Buñuel que poderia ter sido admirada".